# Heteroxenotrichula simplex
Heteroxenotrichula simplex is een buikharige uit de familie Xenotrichulidae. Het dier komt uit het geslacht Heteroxenotrichula. Heteroxenotrichula simplex werd in 1979 voor het eerst wetenschappelijk beschreven door Mock. 